# Dounia Basrane
Dounia Basrane, née le 25 février 1987, est une escrimeuse marocaine.

## Carrière
Dounia Basrane est médaillée de bronze en sabre par équipes aux Championnats d'Afrique d'escrime 2008 à Casablanca.